# Josef Ferdinand
Josef Ferdinand Salvator Maria Franz Leopold Anton Albert Johann Baptist Karl Ludwig Rupert Maria Auxilatrix (Salzburg, 24. svibnja 1872. – Beč, 26. kolovoza 1942.) je bio austrougarski nadvojvoda i vojni zapovjednik. Tijekom Prvog svjetskog rata zapovijedao je 4. armijom na Istočnom bojištu.

## Vojna karijera
Josef Ferdinand rođen je 24. svibnja 1872. u Salzburgu. Sin je Ferdinanda IV, posljednjeg velikog vojvode od Toskane, i njegove druge žene Alice od Bourbon-Parme. Josef Ferdinand je najprije pohađao poznatu vojnu školu u Mährisch Weissenkirchenu, te nakon toga Terezijansku vojnu akademiju u Bečkom Novom Mjestu. Nakon završetka iste od kolovoza 1892. s činom poručnika služi u Tirolskoj lovačkoj pukovniji. Od 1895. pohađa Vojnu akademiju u Beču, nakon čega služi u 93., 17., 59., te 27. pješačkoj pukovniji. U čin satnika unaprijeđen je u studenom 1897., dok je čin bojnika dostigao u svibnju 1905. godine. Josefa Ferdinanda je osim vojnog poziva zanimalo i zrakoplovstvo. Tako je 1909. vlastitim balonom prešao put od Linza do Dieppea. Osim zrakoplovstva, bio je strastveni lovac, što ga je donekle ometalo u njegovoj vojnoj karijeri.
U travnju 1905. promaknut je u čin pukovnika, te postaje zapovjednikom 93. pješačke pukovnije. U studenom 1908. unaprijeđen je u čin general bojnika, te dobiva zapovjedništvo nad 5. pješačkom brigadom kojom zapovijeda iduće tri godine. U svibnju 1911. promaknut je u čin podmaršala, te je imenovan zapovjednikom 3. pješačke divizije sa sjedištem u Linzu kojom zapovijeda sve do početka Prvog svjetskog rata.

## Prvi svjetski rat
Na početku Prvog svjetskog rata Josef Ferdinand je promaknut u generala pješaštva, te postaje zapovjednikom XIV. korpusa koji se nalazio u sastavu 3. armije kojom je na Istočnom bojištu zapovijedao Rudolf von Brudermann. Sa XIV. korpusom sudjeluje u Galicijskoj bitci u kojoj je korpus kao i cjelokupna austrougarska vojska pretrpio teške gubitke. Kada je zbog neuspjeha u Galicijskoj bitci Moritz Auffenberg, zapovjednik 4. armije smijenjen, Josef Ferdinand 10. rujna 1914. postaje njezinim zapovjednikom. Kao zapovjednik 4. armije sudjeluje u Bitci kod Limanowe, te nakon toga u Karpatskim ofenzivama. Nakon toga u ljeto 1915. s 4. armijom sudjeluje u ofenzivi Gorlice-Tarnow u kojoj njegove jedinice zauzimaju Krasnik i Lublin. Nakon zauzimanja tvrđave Brest-Litovsk 26. kolovoza 1915. austrougarski Glavni stožer odlučio je nastaviti ofenzivu, ali je ista okončana neuspješno na način da je 4. armija prisiljena na povlačenje na položaje iza rijeke Styr. Za uspješno zapovijedanje Josef Ferdinand je 26. veljače 1916. promaknut u čin general pukovnika.
U ljeto 1916. Josef Ferdinand je odlučio organizirati lov za svoje plemićke prijatelje, iako je premještanje ruskih jedinica ukazivalo da predstoji ruska ofenziva. Usprkos tome, smatrao je da su austrougarski položaji u dovoljnoj mjeri utvrđeni da mogu izdržati svaki ruski napad. Kada je 4. srpnja 1916. započela Brusilovljeva ofenziva ista je imala uništavajući učinak za 4. armiju. U svega nekoliko dana front 4. armije je bio probijen, te su jedinice 4. armije potisnute 40-ak km na zapad. Armija je pretrpjela tako teške gubitke da je prestala biti efektivna vojna snaga. Potpuni raspad na bojištu je spriječen dopremanjem mnogobrojnih njemačkih pojačanja koja su spriječila katastrofu još većih razmjera. 
Za neuspjeh u odbijanju ruskog napada od strane 4. armije njemački Glavni stožer okrivio je Josefa Ferdinanda, te je isti 7. srpnja 1916. smijenjen s mjesta zapovjednika 4. armije. Nakon stupanja Karla I. na austrougarsko prijestolje u studenom 1916., isti je Josefu Ferdinandu ponudio mjesto glavnog inspektora zrakoplovstva. Josef Ferdinand je ponudu prihvatio, ali se imenovanju usprotivio Glavni stožer. Usprkos protivljenju Glavnog stožera, Josef Ferdinand je 8. srpnja 1917. imenovan glavnim inspektorom zrakoplovstva, te je na tom mjestu ostao sve do pred kraj rata 3. rujna 1918. godine.

## Poslije rata
Nakon završetka rata i raspada Austro-Ugarske Josef Ferdinand se odrekao pripadnosti kući Habsburg, te je kao obični građanin živio u Beču. Godine 1921. sklopio je svoj prvi brak s Rosom Jockl s kojom je živio u Mondseeu. Nakon što se rastao od prve supruge, 1928. godine oženio se sa svojom drugom suprugom Gertrudom Tomanek von Beyerfels-Mondsee s kojom je imao kćer Claudiu i sina Maximiliana.
Nakon Anschlussa u ožujku 1938. godine Josef Ferdinand je 10. ožujka 1938. uhićen, te stavljen u kućni pritvor u kojem se nalazio do 25. ožujka 1938. godine. Nakon ispitivanja od strane Gestapa proglašen je krivim za "sumnjivo ponašanje", te je upućen u koncentracijski logor Dachau. U navedenom logoru bio je zatočen tri mjeseca tijekom kojih se njegovo zdravstveno stanje znatno pogoršalo. Nakon puštanja iz logora živio je izolirano i pod neprestanim nadzorom Gestapa.
Preminuo je 26. kolovoza 1942. godine u 70. godini života u Beču. 

## Vanjske poveznice
(eng.) Josef Ferdinand na stranici Firstworldwar.com

(eng.) Josef Ferdinand na stranici Austro-Hungarian-Army.co.uk

(eng.) Josef Ferdinand na stranici Oocities.org

(rus.)
Josef Ferdinand na stranici Hrono.ru

(njem.) Josef Ferdinand na stranici Weltkriege.at
| Prethodnik:       | Zapovjednik 4. armije Josef Ferdinand | Nasljednik:        |
| Moritz Auffenberg | Zapovjednik 4. armije Josef Ferdinand | Karl Tersztyanszky |